# 新华街道 (勃利县)
新华街道，是中华人民共和国黑龙江省七台河市勃利县下辖的一个乡镇级行政单位。

## 行政区划
新华街道下辖以下地区：
长安社区和南城社区。